# Banksia media
Banksia media (R.Br., 1830) è una pianta appartenente alla famiglia delle Proteaceae, endemica dell'Australia occidentale.